# Drew Henson
Pour les articles homonymes, voir Henson.
(en) Statistiques sur pro-football-reference
Drew Daniel Henson, né le 13 février 1980 à San Diego, Californie, est un ancien joueur américain de football américain et de baseball. Exceptionnel athlète universitaire à Michigan, il est sélectionné en 97e position lors de la draft 1998 de la MLB par les Yankees de New York et en 192e position lors de la draft 2003 de la NFL par les Texans de Houston. Quarterback de talent, en concurrence avec Tom Brady, il préfère jouer au baseball jusqu'à avoir sa chance avec les Yankees en 2002. Il échoue et doit annoncer sa retraite en 2004, abandonnant les 12 millions de dollars restant sur son contrat. Souhaitant redevenir quarterback en NFL, il est acquis par les Cowboys de Dallas dans un échange contre un choix de draft. Il a sa chance avec les Cowboys en NFL mais lance une interception en première mi-temps, poussant Bill Parcells a le mettre sur la touche. Envoyé en Europe, il évolue avec les Rhein Fire pour s'améliorer. Il retourne avec les Cowboys mais est relâché par la franchise peu après.